# Spandau Ballet
Spandau Ballet byla anglická synthpopová skupina, která byla založená v roce 1979 v Londýně. Vznikla pod názvem The Cut, který později změnila na The Makers, později na Spandau Ballet, podle nápisu v berlínském nočním klubu. Byla inspirována hnutím electro, jehož byla součástí. V 80. letech se stala jednou z nejúspěšnějších hudebních skupin éry New Romantic. Původní sestavu tvořili bratři Gary Kemp a Martin Kemp, hrající kytary, zpěvák Tony Hadley, saxofonista Steve Norman a bubeník John Keeble.
V roku 1990 se skupina rozpadla, přičemž její členové pokračovali v sólových kariérách. Od roku 2009–2019 opět fungovala v původním složení.

## Členové
- Gary Kemp – sólová kytara, klávesy, syntetizátor, klavír, doprovodný zpěv
- Steve Norman – saxofón, kytara, pekuse, bongo, conga, doprovodný zpěv
- Martin Kemp – basová kytara, kytara, doprovodný zpěv
- John Keeble – bicí nástroje, doprovodný zpěv

## Diskografie
- Journeys to Glory (1981)[7]
- Diamond (1982)[8]
- True (1983)[9]
- Parade (1984)[10]
- Through the Barricades (1986)[11]
- Heart Like a Sky (1989)[12]
- Once More (2009)[13]